# Narodni park Centralni Karakorum
Narodni park Centralni Karakorum (urdujsko میانی قراقرم ملی باغ‎) je narodni park v okrožju Skardu v provinci Gilgit-Baltistan v Pakistanu. Obsega nekaj najvišjih vrhov sveta in največje ledenike. Mednarodno znan po možnostih alpinizma, plezanja in pohodništva pokriva površino približno 10.000 kvadratnih kilometrov in vsebuje največjo koncentracijo nekaterih najvišjih gora na Zemlji. Ima štiri vrhove nad 8000 m, vključno s K2 (8611 m), Gašerbrum I (8068 m), Gašerbrum II (8035 m) in Broad Peak (8051 m), ter šestdeset vrhov, višjih od 7000 m. Park je bil leta 2016 uvrščen na poskusni seznam svetovne dediščine.
V narodnem parku je okoli 350 naselij, ki jih naseljuje skupaj okoli 211.000 ljudi.

## Lastnosti
Narodni park Centralni Karakorum je najvišje ležeči narodni park na svetu in največje zavarovano območje v Pakistanu. Obsega približno 10.557 km² v gorovju Centralni Karakorum. Njegova nadmorska višina se spreminja od 2000 m nad morsko gladino do vrha Čogori K2, druge najvišje gore na svetu z 8611 m. Obstajajo še tri druge gore nad 8000 m, Gašerbrum I, Gašerbrum II in Broad Peak in šestdeset gora nad 7000 m. Park vključuje tudi ledenik Baltoro, ledenik Panmah, ledenik Biafo in ledenik Hispar ter njihove pritočne ledenike in velja za enega najlepših narodnih parkov v Pakistanu. Leta 2013 je bilo navedeno, da natančne meje parka niso jasne, saj park dvajset let po nastanku še vedno nima načrta upravljanja. Ob ustanovitvi leta 1993 so bile podane štiri koordinate za zarisovanje meja parka. Svetovna zveza za varstvo narave je leta 1994 predlagala načrt upravljanja, ki pa takrat ni bil odobren. Načrt upravljanja bi moral zajemati vse vidike parka, vključno s stvarmi, kot so gozdarstvo, rudarstvo, drugi naravni viri, turizem, pašniki in ravnanje z odpadki, brez ustreznega načrta pa parka ne bi bilo mogoče pravilno upravljati.
Februarja 2015 je bil po enoletnem posvetovanju z deležniki in lokalnimi skupnostmi končno oblikovan načrt upravljanja za park. Načrt zajema deset sektorjev: divje živali, vegetacijo, aromatične/zdravilne rastline in nelesne gozdne proizvode, pašnike in živinorejo, kmetijstvo, rudarstvo, vodo, turizem, vključevanje lokalnih skupnosti in raziskave. Park je razdeljen na dve coni; osrednje območje, ki zavzema približno 7600 km², obsega gorske vrhove, ledenike in visoka gorska območja ter njihov krhki ekosistem; varovalni pas obsega približno 3000 km² večinoma nižje ležečih območij okoli človeških naselij, kjer potekajo netrajnostne dejavnosti in koridorje, ki omogočajo dostop do različnih delov osrednjega območja.
Študija o velikosti ledenikov v parku, narejena s posnetki Landsat v desetletju 2001 do 2010, kaže, da je ledeni pokrov v bistvu nespremenjen. To dokazuje dejstvo, da se regija Karakorum upira trendu umikanja ledenikov, ki se dogaja drugod; to je znano kot karakoramska anomalija.

## Ekološke cone
Park ima več različnih ekoloških območij, od katerih ima vsako svojo naravno vegetacijo, ki je tesno povezana s podnebjem in topografijo; na splošno ima območje malo padavin in pihajo vlažni zahodni vetrovi. Vasi so v dnu doline, kjer gojijo pšenico, koruzo in krompir, uspevajo pa granatna jabolka in marelice. Spodnja pobočja sestavljajo alpske suhe stepe. Imajo prodnata in morenska tla ter podpirajo redko travo in grmičevje. Subalpsko grmičevje raste ob rekah in potokih, v žlebovih in grapah. Sestavljeno je iz grmovja in manjših listavcev ter omogoča brskanje živini in divjim kopitarjem. Višje je alpski travnik in alpsko grmičevje, ki ima visoke pašnike in odprt iglasti gozd ter je na voljo le poleti za pašo. Nad tem so stalna snežna polja in hladna puščavska območja, ki zavzemajo območje od 4200 do 5100 m, tukaj pa so izolirane zaplate zakrnele trave in trdoživega nizkega rastlinja.

## Rastlinstvo in živalstvo
V nekaterih dolinah prevladujejo združbe zahodnohimalajske smreke (Picea smithiana), himalajskega bora (Pinus wallichiana) in paštunskega brina (Juniperus seravschanica), vključno z nekaterimi čistimi sestoji P. smithiana. Manjši grmi in rastline, povezane s temi združbami, so morski pelin (Artemisia maritima), Astragalus gilgitensis, jagoda Fragaria nubicola, Geranium nepalensis, kašmirski balzam (Impatiens balfourii), Thymus linearis, plazeča detelja, robida Rubus irritans, Taraxacum karakorium in Taraxacum affinis. Na nekaterih vzhodnih in južnih pobočjih, je prevladujoč grm navadni rakitovec, pogosto povezan z borovnico Berberis lyceum, na nekaterih vzhodnih pobočjih na višjih nadmorskih višinah pa so združbe, v katerih prevladujeta vrtnica Rosa webbiana in Ribes orientale. Na nekaterih proti vzhodu obrnjenih pobočjih na višjih nadmorskih višinah so skupnosti, v katerih prevladuje Salix denticulata, Mertensia tibetica, Potentilla desertorum, Juniperus polykarpus, gomoljsti dresnik (Bistorta vivipara), Berberis pachyacantha in Spiraea lycioides.
Večji sesalci, najdeni v tej regiji, so ovca Marco Polo, vijeroga koza, kozorog in urial. Snežni leopard pleni te, pa tudi žvižgače, zajce in divjad, ki jih najdemo tukaj. Med drugimi plenilci so še gorska podlasica (Mustela altaica), kuna belica, rjavi medved, azijski črni medved (Ursus thibetanus), turkestanski ris (Lynx lynx isabellinus), navadna lisica in himalajski volk (Canis lupus chanco). V parku so tri vrste kuščarjev, dvoživk pa ni.
Število prisotnih vrst ptic je majhno. Tukaj prezimujeta Prunella rubeculoides in črnogrli drozg (Turdus atrogularis), jastrebi, ptice ujede, škrlatci (Carpodacus), himalajski monali (Lophophorus impejanus) in Güldenstädtska rdečkasta črnica (Phoenicurus erythrogastrus) pa ostanejo vse leto, čeprav se lahko pozimi preselijo v nekoliko nižje lege. BirdLife International je park razglasil za pomembno območje za ptice (IBA).

## Plezanje
Odprave prihajajo vsako leto na to območje Karakoruma, da bi se povzpele na ogromne vrhove, plezale po skalnatih pečinah in velikih strmih stenah ter na trekinge. Večina odprav obišče regijo julija in avgusta, nekatere pa pridejo že maja in junija, september pa je lahko primeren za plezanje na nižji nadmorski višini. Eno znanih plezališč so Trango Towers, skupina nekaterih najvišjih skalnih stolpov na svetu, ki so v parku blizu poti, ki se uporablja za treking do baznega tabora K2. Vsako leto območje obiščejo številne odprave z vseh koncev sveta, da bi se povzpele na te najzahtevnejše granitne stolpe.